# Jordan Ansalone
 Jordan od św. Szczepana (Hiacynt Ansalone) (ur. 1 listopada 1598 w Santo Stefano Quisquina; zm. 17 listopada 1634 na wzgórzu Nishizaka w Nagasaki w Japonii) – święty Kościoła katolickiego, włoski dominikanin, misjonarz, męczennik.

## Życiorys
Hiacynt Ansalone urodził się w rodzinie szlacheckiej w Santo Stefano Quisquina. W wieku 17 lat wstąpił do zakonu dominikanów w Agrygencie. Habit otrzymał około połowy sierpnia 1615 r. W zakonie otrzymał imię Jordan od św. Szczepana ku czci bł. Jordana z Saksonii i pierwszego męczennika św. Szczepana.
Już po otrzymaniu święceń kapłańskich, wyruszył na misje na Daleki Wschód w 1625 r. Po przybyciu na Filipiny wysłano go do pracy w Dolinie Cagayan, następnie pracował w Manili, po czym z kolei został wysłany do Japonii, dokąd przybył z grupą misjonarzy 12 sierpnia 1632 r. Pracę rozpoczął w Kioto jako asystent ojca Łukasza Alonso Gorda. W tym czasie władze Japonii były źle nastawione do chrześcijan i wielu katolików oddało życie za wiarę. W krótkim czasie władze dowiedziały się o przyjeździe nowych misjonarzy, których zaczęto intensywnie poszukiwać. Ostatni rok posługi spędził w okolicach Ōmura i Nagasaki gdzie zetknął się z przyszłą świętą Magdaleną z Nagasaki. Został aresztowany 4 sierpnia 1634 r. razem z Tomaszem Hioji Rokusayemon Nishi i kilkoma chrześcijanami. Oferowano im wolność w zamian za wyrzeczenie się wiary, odrzucenie tej propozycji wiązało się z poddaniem torturom. Zostali skazani na śmierć 11 listopada 1634 r. Zabrano go na wzgórz Nishizaka w Nagasaki (gdzie życie straciło wielu chrześcijan) razem z Tomaszem Hioji Rokusayemon Nishi, Maryną z Ōmura i innymi katolikami. Został zawieszony nad dołem z nieczystościami (tsurushi). Zmarł po siedmiu dniach tej tortury 17 listopada 1634 r. Jego ciało zostało spalone, a popioły wrzucone do morza.
Został beatyfikowany przez Jana Pawła II 18 lutego 1981 r. w Manila na Filipinach w grupie Dominika Ibáñez de Erquicia i towarzyszy. Tę samą grupę męczenników kanonizował Jan Paweł II 18 października 1987 r.